# Бугун
Бугун, также кхова — народ в восточной Индии. Проживает главным образом в округе Западный Каменг штата Аруначал-Прадеш. Население сконцентрировано в деревнях: Вангху, Дикхиянг, Бичом, Раму, Лали, Ситу, Сачида, Личини, Дитчинг, Мангопам, Сингчунг, Намфри и Каспи на обоих берегах реки Рупа. Перемежается с народом ака.
По данным Ethnologue численность этноса составляет 900 человек.. Язык бугун относится к тибето-бирманской семье, возможно взаимопонимаем с языком сулунг. Среди представителей народа бугун распространены как анимистические верования, так и тибетский буддизм.

## Интересные факты
Описанный орнитологами в 2006 году новый вид птиц, обнаруженных в районе проживания народа был назван по его имени — Liocichla bugunorum.